# Marianne Bachmeier
Marianne Bachmeier (ur. 3 czerwca 1950, zm. 17 września 1996) – matka siedmioletniej Anny, ofiary pedofila Klausa Grabowskiego, która dokonała samosądu na zabójcy swojej córki na sali rozpraw Sądu Okręgowego w Lubece w 1981 roku. Zabiła, trafiając go sześć razy z Beretty 70.